# NGC 1001
NGC 1001 est une galaxie spirale située dans la constellation de Persée. NGC 1001 a été découverte par l'astronome français Édouard Stephan en 1871.

## Caractéristiques
Sa vitesse par rapport au fond diffus cosmologique est de 4 458 ± 37 km/s, ce qui correspond à une distance de Hubble de 65,8 ± 4,6 Mpc (∼215 millions d'al).

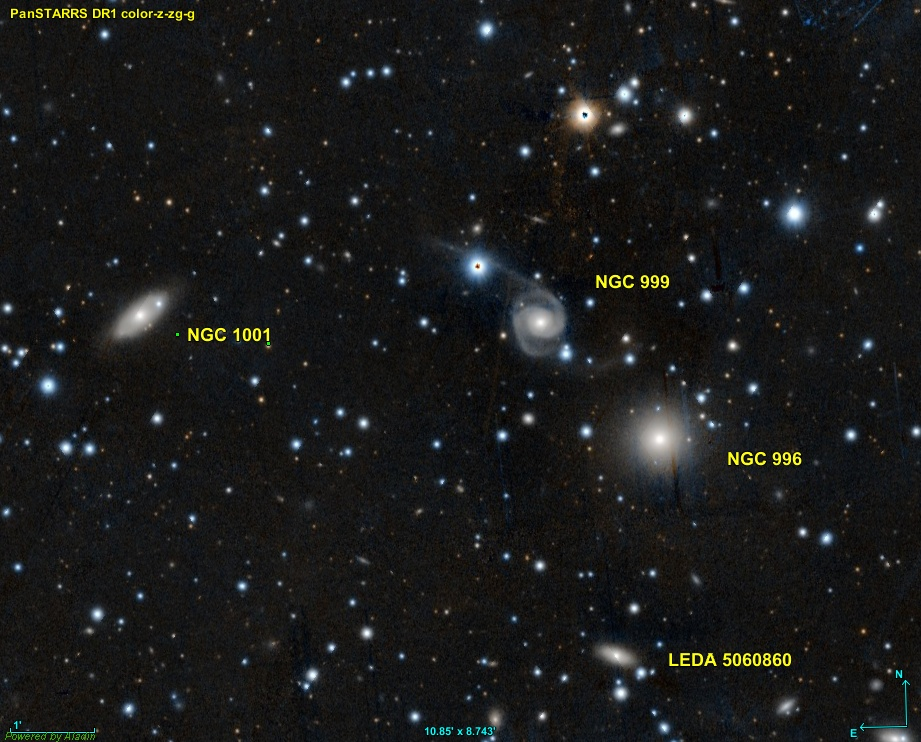
Plusieurs galaxies sont située dans la même région de la sphère céleste que NGC 1001.